# Vaiaku Lagi Hotel

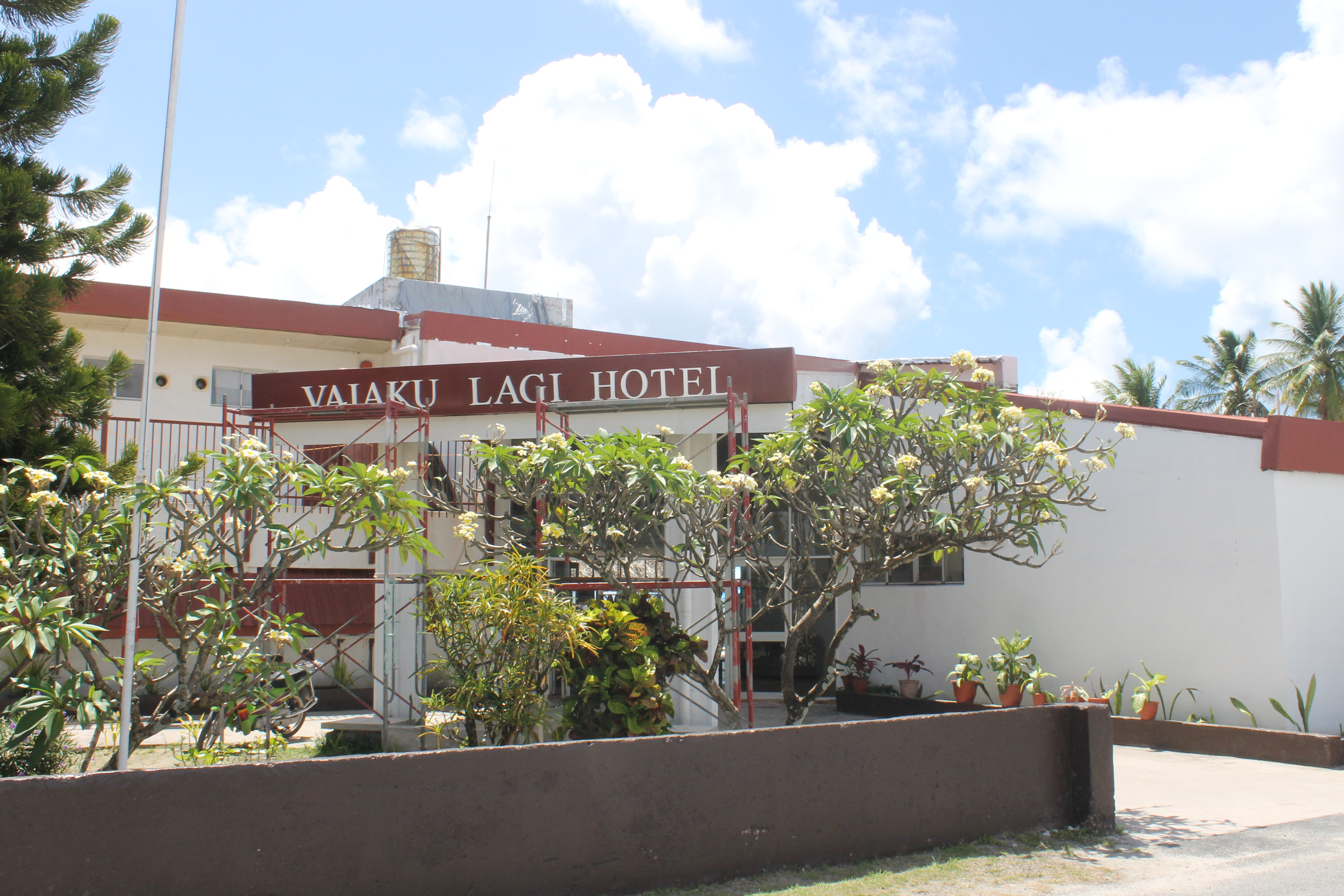
Fachada do Vaiaku Lagi Hotel

O Vaiaku Lagi Hotel, também conhecido como Funafuti Lagoon Hotel, é um hotel situado em Funafuti, capital de Tuvalu. Foi construído em 1993 com assistência financeira do governo de Taiwan.

## Características
É o único hotel de Tuvalu, embora existam algumas outras pequenas pousadas sem todas as comodidades do hotel. Trata-se de um estabelecimento de propriedade do governo, recentemente atualizado e reformado para atender à crescente indústria turística de Tuvalu. Tradicionalmente, às quartas-feiras à noite, é realizado um jantar seguido de um ritual de dança tuvaluana.